# Булгакон
„Булгакон“ е ежегодна българска национална среща, посветена на фантастиката, която започва да се провежда през 2000 г. по идея на Юрий Илков. Тази среща, която обикновено продължава три дни, се осъществява за първи път в Сандански с помощта на Емил Кръстев.
„Булгакон“ (употребява се и членуваната форма „Булгаконът“) понякога е „конвент“, „кон“ или „фестивал“ на фантастиката; покрива фантастични литературни жанрове като фентъзи, научна фантастика, ужаси, както и изобразително изкуство, литературна критика, литературна теория и литературна история и др.
Към лекциите и дебатите, които се провеждат по предварителна програма, могат да се добавят съпътстващите изложби, концерти, представяния на книги и дискусии с гости. Организацията на събитието обикновено е свързана със софийския клуб „Иван Ефремов“, но постепенно започва да придобива международен характер. През 2023 г. и 2024 г. събитието се подпомага от Столична община.